# Sophie Bray
Sophie Charlotte Bray (12 de maio de 1990) é uma jogadora de hóquei sobre a grama britânica que atuou pela seleção do Reino Unido, campeã olímpica em 2016.